# 吴华扬
吴华扬（英語：Frank H. Wu, 1967年8月20日—）是一位美国华裔法学家和作家。目前担任加州大学哈斯汀法学院杰出教授。百人会会长。

## 生平
1967年出生在美国俄亥俄州克利夫兰，父亲是台湾移民，幼年时搬家到底特律，父亲在福特汽车公司工作。在他的著作中，曾提到由于自己是班上仅有的亚裔，受到同学嘲笑，这使得他很早就明白种族不平等。1982年美国底特律发生的陈果仁谋杀案，更是激发了吴华扬斗志，想在法律界积极奋斗，进行民权宣传和保障华裔合法权益。
他1988年毕业于约翰·霍普金斯大学，1991年毕业于密歇根大学法学院 2006年完成了哈佛大学教育学院管理发展项目。在学术生涯之前，曾经担任美国联邦地区法院专员。后来加入旧金山的著名律所Morrison & Foerster。1995年到2004年担任霍华德大学法学院教师，他是该校首位亚裔教师。还曾经在斯坦福大学，密歇根大学，哥伦比亚大学，马里兰大学，乔治华盛顿大学以及深泉学院教书。2004年到2008年担任韦恩州立大学法学院第九任院长，是该校首位亚裔院长，也是美国当时仅有的三位亚裔法学院院长之一。2010年7月到2015年12月担任加州大学哈斯汀法学院院长，2015年11月他宣布将回归教书事业。2016年4月担任百人会会长。